# El peix gros
El peix gros (títol original: The Big Kahuna) és una pel·lícula estatunidenca dirigida per John Swanbeck, estrenada el 1999. Ha estat doblada al català.

## Argument
En un hotel de Wichita, en l'última nit d'una convenció d'empresaris, dos venedors i un jove empleat d'una empresa de lubrificants industrials es troben ansiosos a l'espera de poder tancar un quantiós tracte amb un important empresari, un "peix gros" com els agrada dir-ne, ja que tot indica que podran escalar en l'empresa si tanquen el tracte. Phil, el cap de vendes, està cremat, ja a la cinquantena, divorciat i amb quatre filles. Ja ho ha vist tot, i està acostumat als viatges constants i les estades solitàries en hotels remots de tota Amèrica. Bob és un investigador callat de vint i pocs anys, en viatge de negocis per primera vegada, amb moltes ganes d'escoltar tot el que Phil li explica sobre la vida al carrer i en el treball. Devotament religiós i jovençà, Bob està bastant preocupat per l'estat marital de Phil. Larry és tot el que Bob no és: beu, desitja a les dones, especialment les que van vestides d'executives, i és escandalós. Larry té una perspectiva única de la vida i sembla delectar-li la confrontació.

## Repartiment
- Danny DeVito: Phil Cooper
- Kevin Spacey: Larry Mann
- Peter Facinelli: Bob Walker
- Paul Dawson: El porter

## Crítica
- "El cinema moralista ha existit sempre (...) però al peix gros se li va la mà. Massa discursiva (...) Això sí, Danny DeVito dona un recital d'expressivitat en els primers plànols sense frase"[3]